# 青茂口岸廣場
青茂口岸廣場（葡萄牙語：Praça do Posto Fronteiriço Qingmao），位於青茂口岸澳門邊檢大樓及青洲坊大廈北側對出，目前為市政署苗圃地段之一，目前廣場內部正處於規劃階段，而其廣場旁邊鄰近白朗古將軍大馬路一側的旅遊巴停泊區已開放使用；2023年11月20日，行政法務司司長張永春宣佈因澳門輕軌東線可能延伸至青茂口岸對項目造成影響，因而暫緩興建；規劃中的澳門輕軌澳氹東線西延青茂段計劃在廣場地段興建一座地下車站，車站工程詳情仍在處於規劃和構思階段中。

## 歷史
2021年2月22日，土地工務運輸局表示，局方已分析口岸廣場前期設計初步方案，待完成審批程序後儘快提交市政署。
2021年5月5日，市政署計劃在青茂口岸對面原市政署苗圃、舊驗車中心等土地，除建設口岸廣場前地及戶外活動空間外，計劃增設約25個泊位的旅遊巴停泊區。其初步設計包括口岸廣場前地、戶外活動空間、球場及停車空間。亦因應交通事務局提出的新增旅遊巴泊區的建議，署方現正調整設計方案，稍後經諮詢規劃部門後才能落實最終方案。若過程順利，預料需多兩個月時間才能對外公佈整個規劃。
2021年5月上中旬，青茂口岸廣場地段正處於開挖階段，交通事務局亦與市政署規劃在舊驗車中心和市政署苗圃地段設置旅遊巴停泊區，初步預計可提供約25個停泊位。
2021年6月9日，澳門城市規劃委員會召開全體會議，討論《澳門特別行政區城市總體規劃(2020-2040) 》草案，其中青茂口岸於年內開通，而市政署計劃將原本的驗車中心與苗圃空間打造成廣場等戶外活動空間，但該部門代表表示由於相關工程規模較大，將延後開展，強調不會影響青茂口岸人流通行。
2021年12月21日，市政署對「紀念孫中山市政公園圍牆退縮及人行步道擴寬工程」完成招標程序。而本廣場及休憩設施的興建，市政署現正協調各相關方編製計劃，預計明年完成廣場部分的設計並開展工程招標程序，計劃於2022年動工，分階段推進改善步行環境、增加休憩設施及活動場所等相關項目，整體工程爭取於2024年完成。
2022年8月3日至5日，珠澳口岸恢復正常通關，無需再次接受強制隔離醫學觀察，但由於關閘-拱北口岸受維修工程影響需要暫停通關。可見及此，交通部門於8月3日傍晚至8月4日午夜期間，臨時開設102路線往返大橋澳門口岸，以疏導珠澳通關人流，並於廣場規劃地段臨時設立“青茂口岸臨時站”供上落客。
2022年9月，青茂口岸廣場興建地段完成平整，除興建廣場外亦計劃設有綠化休憩區，結合現時地形建設一個立體化公園，並配有一定數量的商業及交通設施。廣場將分兩階段進行，優先建設李寶椿街的行人步道，以方便疏散青茂口岸人流。
2024年10月19日，因應分流牧場街總站內及台山區周邊公共巴士停泊需求，原提供約25個停泊位的旅遊巴停泊區被大規模取消，大部分被改用作巴士總站供9A路線停靠，並命名為“青茂／白朗古”站。

## 現況

### 廣場內部狀況
2021年9月8日，青茂口岸正式開放通關，北區社區服務諮詢委員會委員許治煒建議將原市政廳苗圃及工場地段若作為口岸廣場及休憩區，並加入商業元素，相信能更有效發展青洲整個區域。
2022年8月上旬，珠澳口岸恢復免隔離通關後，出入境人數激增。不少人士使用青茂口岸通關，更出現逼爆關的情況，需要警方作人潮管制。由於有大批出入境人士輪候影響周邊居民和交通，北區社區服務諮詢委員會副召集人、聚賢同心協會秘書長高岸峰建議儘快興建本廣場，優化等候空間及分流人潮。廣場原作為市政署苗圃及工場的約兩萬平方米的土地，建設休憩區及口岸人流疏散配套設施，分階段推進改善步行環境、增加休憩設施及活動場所等相關項目。工程當時預計在2022年動工，2024年完成，但澳門特區政府以COVID-19疫情為由等因素延後興建。
2023年3月下旬，廣場仍未動工興建。公民力量會長、前澳門立法會第六屆直選議員林玉鳳指廣場延後興建是由於受COVID-19疫情影響導致口岸通關人流亦甚為稀少的緣故，此一規劃亦擱置至今。但隨着中港澳三地重新開放通關，認為政府當局應該已經注意到口岸人流有較大的休憩疏導需要，但要重新處理先前的苗圃規劃，可能仍需要一些時間。
2023年5月“五‧一”長假期間，青茂口岸錄得超過7.8萬人次出入境。北區社區咨詢委員會委員分別促請有關當局加快建設青茂口岸廣場，解決目前口岸周邊巴士站點分散、區內旅遊巴停泊空間小等問題。委員引述市政署提及過計劃在青茂口岸至紀念孫中山市政公園的一段土地，以及口岸對面舊市政署苗圃、舊驗車中心等土地將統一規劃，以作口岸廣場之用。部分土地目前已完成整合和地面平整，但具體規劃方案暫未公佈。建議考慮將其作為臨時旅客集中點或等候區，減少團客對社區的影響。同時促請當局加快建設口岸廣場，增加社區休憩空間，以及解決目前口岸周邊巴士站點分散、區內旅遊巴停泊空間小等問題。

### 輕軌東線西延
2022年5月下旬，交通事務局公佈《澳門陸路整體交通運輸規劃（2021-2030）》公開咨詢文本中提及到澳門輕軌西線，但運輸工務司司長羅立文強調當時只作遠期規劃階段；交通事務局局長林衍新表示輕軌西線於青茂口岸設站，僅作初步構想，希望透過該公開咨詢收集社會意見，按部就班推進。
2022年9月24日，澳門特區第五任行政長官賀一誠公佈獲中華人民共和國中央人民政府同意租用關閘前面的一塊土地，讓澳門輕軌東線延伸至青茂口岸。同年10月18日，公共建設局於澳門立法會作進一步介紹，如日後能成功取得俗稱V形地塊（關閘旅遊巴停泊處東側的中國大陸海面土地），將有條件興建西延伸線至青茂口岸，該輕軌站正式暫名為青洲站，將設在該口岸對面的市政署苗圃地段。意味着廣場興建受未來輕軌工程影響將推遲或與輕軌站同步興建。
2024年5月31日，中華人民共和國國務院依照全國人大常委會決定和有關法律法規，批覆同意自當天0時起，由澳門特區對廣東省珠海市拱北口岸東南側相關陸地和海域依照澳門特區法律實施管轄。相關陸地和海域移交澳門管轄後，讓澳門輕軌東線有條件連通青洲站及關閘站即兩大珠澳出入境口岸。

## 交通

### 公共巴士
M4 鄭觀應公立學校（Escola Oficial Zheng Guanying）
路線：9A、16、16S、18、25B、29、34
M5 街總社區服務大樓（União G. Das Associações dos Moradores）
路線：9、25B
M20 青洲坊總站（Bairro da Ilha Verde／Terminal）
路線：5X、16、16S、30、34
M23 青茂／白朗古（Qingmao / Gen. Castelo Branco）
路線：9A
M67 青茂口岸（Posto Fronteiriço Qingmao）
路線：9A、29、51A、61、MT4

### 輕軌
- █  東線及 █  西線青洲站（規劃中）